# Vladimir Kaplunov
Vladimir Iosifović Kaplunov (in russo Владимир Иосифович Каплунов?; Kryukovo, 2 marzo 1933 – Odincovo, 11 dicembre 2015) è stato un sollevatore sovietico medagliato olimpico e campione mondiale ed europeo che ha gareggiato principalmente nella categoria dei pesi leggeri (fino a 67,5 kg.).

## Biografia
Nel 1962 Kaplunov, che serviva nell'Esercito sovietico, vinse il campionato nazionale sovietico nella categoria dei pesi leggeri e fu convocato ai campionati mondiali ed europei di Budapest, dove riuscì ad imporsi vincendo la medaglia d'oro con 415 kg. nel totale di tre prove, precedendo i polacchi Waldemar Baszanowski (412,5 kg.), campione mondiale uscente, e Marian Zieliński (405 kg.).
L'anno seguente dovette accontentarsi della medaglia di bronzo ai campionati mondiali ed europei di Stoccolma con 410 kg. nel totale, battuto da Zieliński (417,5 kg.) e da Baszanowski (stesso risultato di Kaplunov nel totale).
Nel 1964 Kaplunov vinse la medaglia d'oro ai campionati europei di Mosca con 417,5 kg. nel totale e qualche mese dopo partecipò alle Olimpiadi di Tokyo. I suoi principali avversari erano ancora i due polacchi Baszanowski e Zieliński, con quest'ultimo che terminò la gara al 3º posto con 420 kg. nel totale, mentre Baszanowski e Kaplunov terminarono in prima posizione appaiati, entrambi con 432,5 kg. nel totale, ma con la medaglia d'oro assegnata a Baszanowski grazie al suo peso corporeo più leggero di 350 grammi rispetto a quello di Kaplunov, che dovette così accontentarsi della medaglia d'argento. In quell'anno la competizione olimpica era valida anche come campionato mondiale.
Nel 1965 Kaplunov vinse la medaglia d'argento ai campionati europei di Sofia con 425 kg. nel totale, battuto nuovamente da Baszanowski con lo stesso risultato nel totale, in seguito ottenne la medaglia di bronzo ai campionati mondiali di Teheran con 412,5 kg. nel totale, ancora una volta dietro a Baszanowski (427,5 kg.) e Zieliński (425 kg.).
Fu questa l'ultima medaglia vinta da Kaplunov nelle grandi competizioni internazionali, tentando nel 1966 il passaggio alla categoria superiore dei pesi medi (fino a 75 kg.), ma non riuscendo ad andare oltre il 3º posto ai campionati nazionali sovietici.
Poco dopo si ritirò dall'attività agonistica, diventando allenatore di sollevamento pesi.
Nel corso della sua carriera di sollevatore Kaplunov realizzò 7 record mondiali nella categoria dei pesi leggeri, di cui due nel totale.